# Lockheed C-69 Constellation
Pour un article plus général, voir Lockheed Constellation.
Le Lockheed C-69 Constellation est la première version militaire de la lignée du Constellation. Il effectue son premier vol en 1943 et seuls 22 appareils sont construits pour l'United States Army Air Forces (quelques-uns d'entre eux ne sont jamais livrés). La plupart des C-69 construits sont par la suite convertis en avions de ligne sous la nouvelle désignation L-049.

## Historique
À la suite de l'attaque de Pearl Harbor et de l'entrée en guerre des États-Unis, les chaînes d'assemblage de la Lockheed Aircraft Corporation sont contrôlées par le gouvernement américain pour l'effort de guerre. Tout comme les lignes d'assemblage, l'avion de ligne L-049 Constellation est également réquisitionné et redésigné C-69 et doit être utilisé comme avion de transport de matériel et de personnel par l'United States Army Air Forces (USAAF). En février 1942, les 80 L-049/L-149 Constellation commandés par Trans World Airlines et Pan American World Airways sont également réquisitionnés. Les 50 L-049 que les deux compagnies ont commandé doivent être redésignés respectivement C-69 et C-69A et utilisés comme transport de troupes. Les 30 L-149 commandés par la Pan Am sont remplacés par le modèle similaire L-349 (la différence étant la porte cargo sur le côté supérieur gauche de l'avion et la capacité à emporter du fret) et redésignés C-69B. 180 autres C-69B sont commandés augmentant le total à 210. En raison de la direction que prend la guerre à l'été 1942, le besoin d'un grand avion de transport de troupes capable de traverser l'océan Atlantique ou le Pacifique (en volant d'île en île) devient plus important. Cela doit aider à limiter les risques auxquels les convois sont exposés à cause des attaques de U-Boot. Le Douglas C-54 Skymaster prévu pour ces rôles n'en est pas totalement capable. Donc le 29 septembre 1942, le département de la Guerre des États-Unis signe le contrat W535 AC-26610. Avec ce contrat, les neuf L-049 en construction pour la TWA sont achetés et 150 C-69A et C-69B supplémentaires sont commandés avec les versions de transport VIP C-69C (L-549) et C-69D. En réalité, sur l'ensemble de ces versions prévues, seul un C-69C est produit.

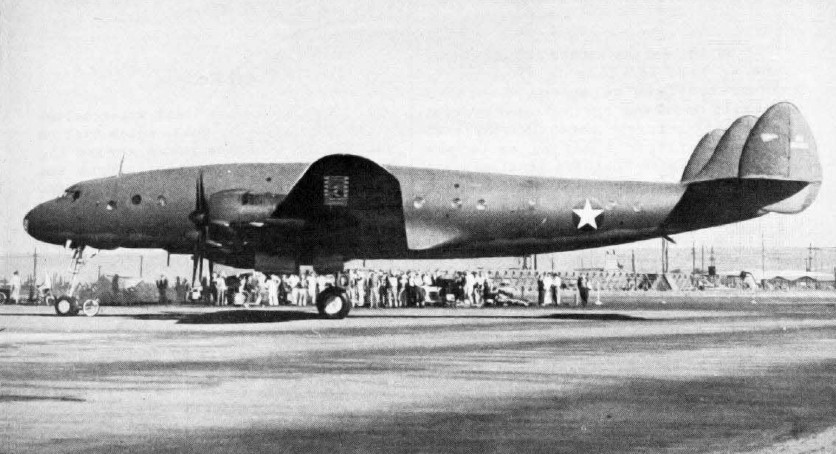
Le prototype XC-69, immatriculé NX25600, en 1943.

Dans le même temps la décision concernant le contrat W535 AC-26610 est prise, le prototype XC-69 est achevé et sort d'assemblage en décembre 1942. L'appareil est peint en couleurs de camouflage vert-olive et gris et l'immatriculation civile NX25600 ainsi que le logo de Lockheed sont peints sur le nez de l'appareil pour des raisons promotionnelles ; la construction de l'avion à l'atelier expérimental d'ingénierie de Lockheed a été gardée secrète. Cependant, les problèmes se manifestent sur les moteurs, le Wright R-3350 Duplex Cyclone. Une décision de remplacer les moteurs R-3350 par des Pratt & Whitney R-2800 est prise. Cela conduit à une nouvelle version désignée XC-69E, mais le projet est finalement abandonné.

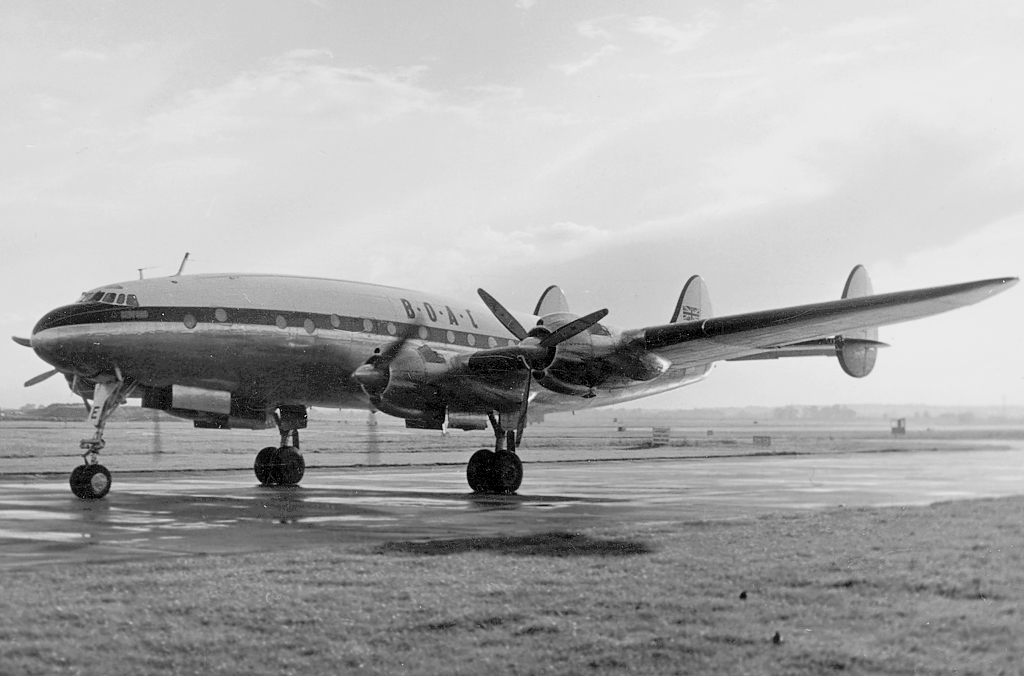
Le seul C-69C après sa conversion en appareil civil pour la BOAC comme un L-049E ; à Londres Heathrow en 1954.

Le 9 janvier 1943, une fois les dernières inspections réalisées par l'USAAF et Lockheed, le XC-69 prend enfin l'air. Pour l'occasion, Lockheed réquisitionne le chef pilote d'essai de Boeing Aircraft Company, Edmund Allen (en). Allen est l'un des quelques pilotes à avoir de l'expérience avec le R-3350 et a été le chef pilote d'essai pour le bombardier B-29 Superfortress, modèle pour lequel le R-3350 est initialement développé. Le pilote d'essai de Lockheed Milo Burcham, qui est connu pour avoir fait le prototype du P-38 Lightning, tient le rôle de copilote pour le vol. Allen et Burcham ont tous les deux piloté l'avion au cours du vol. Les deux ingénieurs Clarence Kelly Johnson et R. L. Thoren sont également présents (le dernier en tant qu'ingénieur de vol). L'appareil se pose à Muroc Dry lake (actuellement Edwards Air Force Base) et effectuent quatre décollages et atterrissages successifs. Burcham pilote le XC-69 pour le retour à Burbank qui dure 31 minutes. Au total, le XC-69 a effectué six vols différents d'un total de plus de 129 minutes. Deux appareils, un B-17 Flying Fortress et un L-18 Lodestar tiennent le rôle d'avions photographiques. Après le vol Allen commente : « Cette machine fonctionne si bien que vous n'avez plus besoin de moi ! ». Allen retourne chez Boeing. Un septième vol est effectué le 18 janvier. Cette fois, les trappes de train d'atterrissage sont installées sur l'avion et le train peut être rétracté (ceci n'est pas fait plus tôt pour éviter une défaillance du train). Le 28 juillet 1943, le XC-69 est symboliquement remis à l'USAAF à Las Vegas (Nevada) et reçoit le numéro d'identification militaire 43-10309. Plus tard le même jour, le XC-69 retourne chez Lockheed pour des essais supplémentaires. Il est à noter que le C-69 peut voler plus vite que les chasseurs Mitsubishi A6M Zero japonais.
Des problèmes majeurs apparaissent cependant avec le moteur R-3350 qui propulse le C-69, lorsqu'un appareil d'essai XB-29 s'écrase sur l'usine Boeing. L'accident tue 14 ouvriers, Edmund Allen et le reste de l'équipage d'Allen. La cause de l'accident est l'incendie d'un des moteurs R-3350 qui brûle dans l'aile de l'appareil qui se rompt ce qui condamne le XB-29. Tous les avions équipés du R-3350, dont le C-69, sont cloués au sol jusqu'à ce que l'enquête sur la panne du moteur soit terminée. La conclusion conduit à une recommandation pour remplacer les carburateurs présents par d'autres plus fiables. Ainsi, les essais reprennent le 18 juin 1943. Un problème de fuite de carburant est découvert sur le C-69 et n'est pas résolu avant avril 1944 quand une nouvelle méthode d'obturation des réservoirs est trouvée. Des surchauffes, incendies et autres problèmes continuent avec les moteurs R-3350, au point que Lockheed commence à avoir des doutes sur les capacités du motoriste, Curtiss-Wright. Lockheed suggère à l'USAAF de remplacer les moteurs du C-69 par les moteurs en étoile R-2800 plus fiables. Au contraire l'USAAF cesse la production du R-3350 jusqu'à ce que les problèmes que connaissent les moteurs soient résolus. Cela ralentit le développement du C-69 et de plus, le C-69 n'est pas annoncé comme prioritaire. Lockheed continue à se concentrer sur la construction d'un avion de combat alors que le C-54 Skymaster, le concurrent du C-69, vole déjà et est officiellement commandé.
Le deuxième C-69 de production effectue son premier vol en août 1943. Lockheed espère produire quatre C-69 avant la fin de l'année 1943 mais à cause du manque d'importance du C-69 pour l'USAAF, cela n'a pas lieu. Le 16 avril 1944, Howard Hughes, l'une des personnes clef du développement du Constellation et propriétaire de la TWA, pilote l'avion de Burbank à Washington DC en moins de sept heures à 346 mph (557 km/h) avec 65 % de la puissance des moteurs, au cours d'une démonstration publicitaire. Ceci est réalisé sous condition que l'appareil soit livré à l'USAAF à son arrivée à Washington. L'avion est peint dans la livrés de la TWA bien qu'il garde son numéro d'identification militaire. Le président de la TWA Jack Frye (qui pilote la première partie du voyage et plus tard tient les commandes en même temps que Hughes), et l'actrice Ava Gardner, qui est alors la petite amie de Hughes, sont également présents sur le vol. Les autres C-69 sont utilisés pour différents essais tels qu'un vol, réalisé par le septième appareil, vers Fairbanks (Alaska) pour des essais en conditions arctiques. Au cours d'un vol, le XC-69 se pose à Wright Field et emmène le célèbre aviateur Orville Wright, pour ce qui doit être son dernier vol en avion. Wright est autorisé à piloter momentanément l'avion au cours du vol. Il remarque que l'envergure de l'avion est plus grande que la distance de son premier vol. Le troisième C-69 est envoyé pour un vol entre New York et Paris le 14 août 1945 au cours duquel il montre ses capacités à traverses l'Atlantique. Le vol d'essai prend moins de 15 heures et est réalisé par un équipage de la TWA.

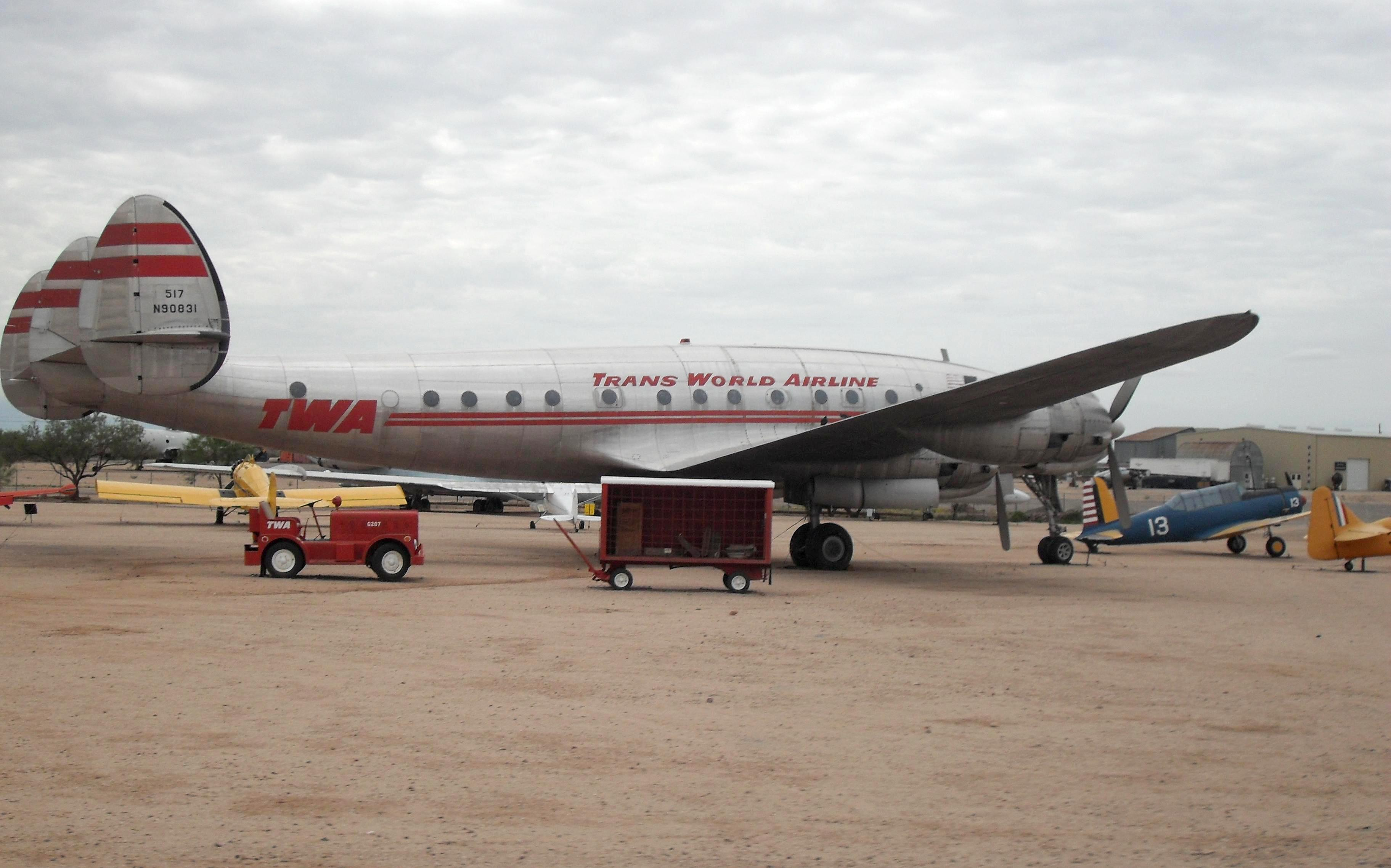
Le dernier C-69 survivant, aux couleurs de la Trans World Airlines, exposé au Pima Air and Space Museum.

Malheureusement pour Lockheed, le C-69 devient moins important pour l'effort de guerre avec la progression du temps, particulièrement après que le cours de la guerre a tourné en faveur des américains. Seuls quelques C-69 sont mis en service dans la dernière année de la guerre. Malgré tout, Lockheed est autorisé à réaliser des essais aux frais du gouvernement pour résoudre les problèmes de conception. Bien que les problèmes avec le R-3350 soient en cours de résolution, le B-29 a la priorité sur le C-69 pour les moteurs. Même avec tous l'effort mis en avant par Lockheed, l'USAAF préfère le C-54 Skymaster par rapport au C-69. À la fin de la guerre, seuls 22 C-69 a été produits (sept d'entre eux ne sont jamais livrés). À l'exception du C-69C, tous les autres C-69 sont déclarés excédents et vendus sur le marché civil entre 1946 et 1947. Ils sont par la suite convertis en L-049 pour être utilisés comme avions de ligne. Le prototype XC-69 est converti en XC-69E, seul exemplaire du modèle, qui teste la possibilité d'utiliser des R-2800 à la place des R-3350. Cela n'est jamais arrivé. Le XC-69E est vendu à la Hughes Tool Company, pour être racheté par Lockheed qui le convertit en prototype du L-1049 Super Constellation. Actuellement, seul un ancien C-69 existe encore ; il se trouve au Pima Air and Space Museum et est peint dans la livrée de la TWA.

## Versions
| Version    | Construits |
| ---------- | ---------- |
| XC-69      | 1          |
| C-69-1-LO  | 16         |
| C-69-5-LO  | 4          |
| C-69C-1-LO | 1          |

Source : Dominique Breffort
XC-69version prototype, non pressurisée ; un construit.
C-69première version de transport d troupes ; 13 construits. ept autres sont en construction mais convertis en avions de ligne L-049 sur la chaîne d'assemblage.
C-69Atransport de troupes avec un agencement interne différent par rapport au C-69 ; jamais construit.
C-69Btransport de troupes et de fret à long rayon d'action avec une porte cargo sur la gauche ; jamais construit ; désignation constructeur L-349.
C-69Cversion de transport VIP basée sur le premier C-69 ; un construit ; désignation constructeur L-549.
C-69Dtransport VIP avec de nouveaux moteurs et réservoirs additionnels d'huile et de carburant ; jamais construit.
XC-69Eprototype XC-69 converti pour utiliser quatre moteurs en étoile Pratt & Whitney R-2800 à la place des R-3350 initiaux pour des essais.